# الکس شارپ
الکس شارپ (به انگلیسی: Alex Sharp) (زاده ۳۱ مهٔ ۱۹۸۹) بازیگر انگلیسی است.
از کارهای معروف او می‌توان به بازی در فیلم یک زندگی اشاره کرد.

## فیلم‌شناسی
فهرست برخی از فیلم‌ها و مجموعه‌های تلویزیونی که الکس شارپ در آن‌ها به ایفای نقش پرداخته است:
- تا استخوان-۲۰۱۷
- چطور با دخترها در مهمانی‌ها گپ بزنیم-۲۰۱۷
- بهتر است فرار کنیم-۲۰۱۸
- فریب‌کاری-۲۰۱۹
- دادگاه شیکاگو هفت-۲۰۲۰
- زیستن-۲۰۲۲
- یک زندگی-۲۰۲۳
- پرنده ارباب خوب-مجموعه تلویزیونی
- مسئله سه جسم-مجموعه تلویزیونی